# Microcephalus
Microcephalus is een geslacht van kevers uit de familie van de loopkevers (Carabidae). De wetenschappelijke naam van het geslacht is voor het eerst geldig gepubliceerd in 1828 door Dejean.

## Soorten
Het geslacht Microcephalus omvat de volgende soorten:
- Microcephalus affinis Tschitscherine, 1898
- Microcephalus amplicollis Chaudoir, 1852
- Microcephalus bolivianus Tschitscherine, 1898
- Microcephalus catharinae Tschitscherine, 1898
- Microcephalus depressicollis Dejean, 1828
- Microcephalus festivus Tschitscherine, 1898
- Microcephalus kaszabi (Straneo, 1959)
- Microcephalus magnificus (Lutshnik, 1935)
- Microcephalus minor Chaudoir, 1852
- Microcephalus niger (Straneo, 1956)
- Microcephalus orientalis (Straneo, 1951)
- Microcephalus paraguayensis (Straneo, 1951)
- Microcephalus peruanus (Lutshnik, 1931)
- Microcephalus subsinuatus (Straneo, 1956)
- Microcephalus superbus Tschitscherine, 1898